# Rei Zhou de Shang
O rei Zhou (nome pejorativo atribuído a Dixin) foi o último rei da Dinastia Shang da China Antiga. Seu nome pessoal é Shou e seu nome ancestral (sobrenome) é Zi.

## Juventude
Zi Shou era o terceiro filho do rei Diyi da Dinastia Shang. Seus irmãos mais velhos eram Weizi e Weizhong, porém eram nascidos de concubinas. Apenas Zi Shou era filho da rainha, e por essa razão foi designado como herdeiro do trono. Segundo descrito nos textos antigos, "o seu discernimento era aguçado, a sua audição e visão eram particularmente boas, as suas habilidades naturais eram extraordinárias e a sua força física igual à de uma fera selvagem. Ele era astuto o suficiente para se evadir de repreensões, e volúvel o suficiente para ofuscar suas falhas". Ele é universalmente referido como um homem de grande tamanho e de força física descomunal. Por vezes também é descrito como um homem inteligente, hábil orador e de raciocínio rápido, assim adquirindo grande renome e se tornando o filho favorito.
Quando Zi Shou completou trinta anos, o rei Diyi morreu. Ele assumiu o trono de Shang com o nome reinante Dixin. Durante os seus primeiros anos de reinado, o estado de Shang se fortaleceu e se expandiu para dominar muitos estados vizinhos. O principal desses estados foi Dapeng.

## Auge e Declínio
Em algum momento após a consolidação do seu reinado de conquistas, Dixin se acomodou em sua posição e começou a perder interesse pelo governo. Ele passou a compensar o desgaste do seu trabalho com álcool e mulheres, atraindo a preocupação de seus ministros. Nessa época ele entrou em conflito com Su Hu, governante de um estado vassalo chamado Yousu, e obteve a sua rendição com a apresentação de muitos tributos em oferta de paz. Entre os tributos estava Daji, a filha favorita de Su Hu, famigerada por ser extremamente bonita, que Dixin exigiu para cessar os ataques. Após consumar seu casamento com Daji, ele começou a decair rapidamente.
Dixin ficou tão impressionado com Daji que não deixou seus quartos e salões privados por muitas semanas após a sua aquisição. Desde então ele passou a dar cada vez menos atenção aos trabalhos da corte, e passou a dedicar integralmente seu tempo à companhia de sua bela concubina. Quando alguns ministros começaram a protestar abertamente contra a sua conduta, ele recebeu as sugestões de Daji e executou o conde de Mei (Meibo), seu conselheiro, num novo instrumento de tortura que ficou conhecido como paolao ("pilar de fogo"). Ele então fatiou o corpo do conde de Mei e espalhou seus restos pelas diligências distantes do reino. Os ministros lentamente desistiram de corrigir o comportamento do rei, e ficaram intimidados ou desestimulados para tentar impedir o declínio do reino.
Uma antiga parábola conta que o tio mais velho do rei, Jizi, entrou na sala de refeições certa vez e se deparou com seu sobrinho utilizando um par de pauzinhos de marfim recoberto de ouro para comer o seu almoço de arroz e frutas. Segundo a parábola, os olhos de Jizi se encheram de lágrimas quando repousaram sobre a mão do rei, pois ele anteviu a destruição da Dinastia Shang naqueles objetos luxuosos. O rei se defendeu, afirmando que se tratava apenas de um pequeno luxo para o seu conforto, mas Jizi  explicou o que havia visto, dizendo:
"Hoje, tu comes com pauzinhos de marfim. Continuarás a comer em tigelas, pratos e copos de cerâmica amanhã? Mas essas coisas não combinam com o luxo. Certamente, amanhã terás tigelas feitas de jade, pratos e copos feitos de chifre de rinoceronte e tudo o mais que a tua engenhosidade for capaz de criar. Com pauzinhos de marfim e tigelas de jade sobre a mesa, certamente não te poderás contentar com refeições comuns, nem com roupas modestas e residências singelas. Terás carne de búfalo, vitelos gordos, iaques e fetos de leopardo em grandes banquetes, roupas de muitas camadas de seda decorada, altos pavilhões, ricas galerias e salões vastos. E exigirás tudo o mais em semelhante medida. E nem o mundo todo será suficiente para satisfazer a tua luxúria. Ah! Se tanto receio o final, como posso deixar de tremer ao ver tudo começar?"
Com o passar do tempo, eis que o rei adquiriu todas essas coisas uma por uma, passando a viver como um pródigo sem barreiras. Atendendo à sugestão de Daji, que gostava de animais e de bucolismo, ele construiu um grande parque ecológico nos fundos de seu palácio, enchendo o lugar com bosques e lagos repletos de animais exóticos. No centro do parque ele construiu uma piscina para encher com vinho, chamada Jiuchi, e no centro da piscina ele construiu uma ilha com árvores em cujos galhos pendurava carne cozida, chamada Roulin. Ainda nesse espaço ele ergueu uma torre de cento e cinquenta metros de altura, feita com mármore e revestida de jade e outras pedras preciosas, e deu-lhe o nome de Lutai. O governo central da dinastia Shang foi à falência com a execução desses projetos, e uma carga tributária extremamente alta foi adotada para cobrir o rombo nos cofres nacionais, sobrecarregando a população. Nessa época o rei teve um desentendimento com seu oficial Jiang Ziya, que era contrário às suas decisões recentes. Ele acabou fugindo da capital para não ser morto e recorreu ao exílio no oeste. Mais tarde o rei se desentendeu com uma de suas concubinas, filha do marquês de Jiu, pois ela se recusava a participar de suas orgias e protestava contra o uso do paolao. Por essa razão ela foi decapitada e esquartejada, e o marquês de Jiu foi preso e eviscerado até a morte. Seu amigo e companheiro, o marquês de E, protestou veementemente contra essa decisão, e por isso foi fatiado em tiras e pendurado ao sol para secar. Os estados de Jiu e de E se rebelaram. Ji Chang, o conde de Zhou, disse que desconfiava das acusações imputadas contra seus antigos colegas e pediu a opinião do marquês de Chong. Este, desejando ser recompensado, repassou essa mensagem ao rei, que condenou Ji Chang por insubordinação e o baniu para a pequena cidade de Youli, onde ficou sob forte vigília por muitos anos.
Após sete anos do banimento de Ji Chang, seu filho mais velho, Boyi Kao, viajou até a capital para pedir a sua libertação. Ele foi caluniado por Daji e executado sob falsas acusações de assédio. Seu corpo foi dilacerado e servido em bolos de carne para Ji Chang em Youli. Após esse acontecimento, alguns ministros de Ji Chang reuniram tributos volumosos para serem apresentados ao rei, esperando assim comprar o seu favorecimento. O rei estava satisfeito com a pena imposta sobre Ji Chang e acreditava que ele estava reabilitado, pois não manifestara sinais de revolta desde o início do seu confinamento. Por isso, aceitou os presentes com muito deleite e convocou Ji Chang para sua casa. Na audiência que se seguiu, deu a Ji Chang seu arco e sua aljava, seu machado de mão e por último o grande machado de batalha com as insígnias da Dinastia Shang, representando a autoridade real na guerra. Com esse presente, incumbiu Ji Chang de proteger o seu reinado e confrontar os focos de rebelião, dando-lhe a prerrogativa de fazer guerra livremente contra quem desejar, segundo o seu próprio juízo. Para isso, terminou a investidura conferindo a Ji Chang o título superior de conde do Ocidente (Xibo). Pretendendo demonstrar gratidão e fortalecer a sua aparência de amizade com o rei, Ji Chang respondeu oferecendo-lhe um território ocioso que possuía a oeste do rio Luo. O rei recebeu o novo presente e em troca deu a Ji Chang a concessão de um último desejo. Ele desejou que o paolao fosse desmontado e nunca mais reutilizado, e assim foi feito. Depois disso Ji Chang retornou para sua casa no estado de Zhou. Por volta dessa época, o rei Dixin passou a ser chamado furtivamente pelo nome pejorativo Zhou, que significa rabicheira e denota desprezo da população (esse nome não tem relação com o estado de Zhou, pois são palavras distintas em chinês).
No mesmo ano em que retornou à sua residência oficial em Qixia, Ji Chang foi procurado por delegações dos estados de Yu e Rui para resolver uma disputa de terras. O resultado foi que ambos os estados concordaram em abrir mão do território reivindicado pelo bem da sua relação harmoniosa. Logo após o desfecho desse acontecimento, muitos nobres ocidentais começaram a buscar Ji Chang para solucionar seus conflitos, e alguns começaram a chamá-lo de rei e pressioná-lo a trair a Dinastia Shang. Ji Chang recebeu na mesma época o apelido de Wen, que significa algo como "o Letrado" ou "o Sábio". No ano seguinte, Ji Chang encontrou Jiang Ziya, o ex-oficial fugido de Shang, e o recrutou como general após conhecer as suas competências técnicas. No mesmo ano, Jiang Ziya rechaçou uma invasão dos bárbaros quanrong vinda do oeste, revelando o exército de Zhou. No ano seguinte, Ji Chang e Jiang Ziya atacaram Li, um estado aliado de Shang que controlava uma importante passagem estratégica nas montanhas Taihang. A tomada desse estado possibilitou a expansão do estado de Zhou para o leste em direção a Shang. No ano seguinte, eles atacaram E, um dos estados rebelados no sul, e todo o sul do reino caiu sob domínio do estado de Zhou. No ano seguinte, atacaram Chong, lar do marquês de Chong, que havia delatado Ji Chang para o rei tempos antes. O marquês de Chong foi executado por traição. A tomada de Chong abriu caminho para uma invasão final contra o restante do reino, fornecendo a importante passagem de Meng, uma região do rio Amarelo de fácil cruzamento a pé. No mesmo ano, Ji Chang transferiu sua capital do extremo oeste para as proximidades da passagem de Meng, avançando cerca de cem quilômetros para mais perto da capital de Shang. Na nova localidade ele construiu a cidade de Feng. No ano seguinte, porém, antes que pudesse atravessar o vau de Meng e terminar a sua campanha, Ji Chang morreu, possivelmente de uma parada ou ataque cardíaco. Ele foi sucedido por Ji Fa, seu segundo filho, que se intitulou rei Wu, o Marcial.

## Queda
Inicialmente, o rei Wu freou o seu avanço militar e hesitou em atacar a Dinastia Shang abertamente. Passaram-se quatro anos, e a Dinastia Shang acentuou ainda mais o seu declínio. Em certa ocasião, o rei Zhou decretou feriado geral para poder se utilizar da sala ministerial em uma nova festa orgiástica que pretendia realizar. Todos os ministros foram ordenados a se ausentarem, mas Bigan, seu tio mais novo,  se recusou, e optou por ficar para cuidar do trabalho e aconselhar o rei. Mas o rei trancou as portas e permaneceu sozinho com uma centena de mulheres e alguns amigos por muito tempo. Bigan se sentou em um banco de espera e permaneceu ali por três dias na expectativa de que o rei sairia para vê-lo. Quando constatou que ele não viria tão cedo, desesperou-se e adentrou no salão contra as ordens que recebera. Ao ver o que havia dentro, ficou perplexo, mas nada disse; o rei falou em sua vez: “Bigan, que surpresa vê-lo aqui. Eu ouvi dizer que o coração de um santo tem sete câmaras. Vamos descobrir se é verdade”. Então Bigan foi arrastado para fora pelos guardas, que o amarraram a uma estaca e cortaram fora o seu coração. Eles também invadiram sua casa, mataram uma de suas esposas e a segunda, que estava grávida de nove meses, fugiu para a floresta. Ao saberem da tragédia em sua família, Wugeng - o filho do rei - e Weizi e Weizhong - seus irmãos - fugiram da capital para o exílio e procuraram a ajuda do rei Wu. Jizi foi o único dos parentes a ficar para trás, e, tendo afrontado o rei pela morte de Bigan, foi atirado numa cela no calabouço e abandonado. Os outros três príncipes alcançaram Feng, a capital de Zhou, e pediram a ajuda ao rei Wu para destruir a Dinastia Shang. Surpreso, e movido pelas histórias que lhe contaram, ele concordou, e convocou de uma vez todos os estados e tribos que haviam declarado lealdade a seu pai. Com um grande exército de quarenta e cinco mil, marcharam contra Shang.
O rei Zhou soube desse avanço e decidiu enfrentá-lo pessoalmente. Como ele utilizava conscritos e muitos escravos em seu exército, acabou reunindo um número muito maior, cerca de cento e setenta mil. As duas forças se encontraram em Muye, a pouca distância da capital. Mas a despeito da sua grande vantagem numérica, o exército do rei Zhou deu para trás. Quando o início da batalha foi anunciado, seus homens viraram suas lanças ao contrário e as prenderam ao chão em protesto. Quando o choque das tropas era iminente, em vez de atacarem os rebeldes à sua frente, os homens do rei Zhou inverteram suas lanças e atacaram aqueles que estavam atrás. O rei Wu incentivou uma grande rebelião no seio do exército de Shang, e assim as poucas tropas leais ao rei Zhou foram varridas e a batalha foi perdida para a Dinastia Shang. Esse encontro foi chamado de Batalha de Muye.
O rei Zhou fugiu para sua cidade novamente, correu para seu palácio e se trancou no andar mais elevado de Lutai, sua torre de mármore e jade. Ali ele cobriu sua sala com montes de seus tesouros, vestiu-se com um colete de joias e subiu ao topo da pilha. Lavou-se em óleo, e ateou fogo ao próprio corpo, morrendo em um grande incêndio que varreu as suas câmaras.
Após tomar a cidade, o rei Wu subiu até o palácio, e ainda do topo de sua carruagem disparou três flechas contra o corpo do rei Zhou. Após isso ele desmontou, desembainhou sua espada e se aproximou, levantou o corpo pela cabeça e cravou-lhe a espada no abdômen. Por último, tomou o machado dourado que usara na batalha e decepou a cabeça do rei Zhou, prendeu-a na ponta de uma lança e a exibiu na praça da cidade. Ele repetiu esse procedimento com duas das concubinas do rei Zhou que estavam dependuradas pelo pescoço em árvores próximas, tendo cometido suicídio antes de sua chegada. Ele também capturou e decapitou Daji, libertou Jizi da prisão e fez um túmulo para Bigan. Nas ruas, declarou iniciada a Dinastia Zhou.